# Greatest Remix Hits 2
| Đánh giá chuyên môn | Đánh giá chuyên môn |
| Nguồn đánh giá      | Nguồn đánh giá      |
| Nguồn               | Đánh giá            |
| ------------------- | ------------------- |
| Allmusic            | [ 1 ]               |

Greatest Remix Hits 2 là album phối lại của ca sĩ nhạc Pop-nhạc nhảy người Úc Kylie Minogue. Album được phát hành độc quyền tại Nhật Bản vào năm 1993, tuyển tập này sau đó đã được phát hành lại bởi hãng Mushroom Records năm 1997 ở Úc với ảnh bìa mới. Album gồm những ca khúc mới và những bản phối chưa được phát hành nằm trong những album phòng thu của Minogue hợp tác với hãng PWL từ năm 1987 đến 1992.

## Danh sách ca khúc
CD thứ nhất
1. "Got to Be Certain" (Bản mới) – 6:36
2. "Kylie's Smiley Mix" (Bản mới) – 6:17
3. "Getting Closer" (Bản 7") – 3:33
4. "Je Ne Sais Pas Pourquoi" (The Revolutionary Mix) – 7:16
5. "Made in Heaven" (Bản phối Made in England) – 6:20
6. "Especially for You" (Bản mới) – 5:01
7. "Hand on Your Heart" (Bản phối The Great Aorta) – 6:26
8. "Wouldn't Change a Thing" (Bản phối Your Thang) – 7:10
9. "Tears on My Pillow" (Bản phối More Tears) – 4:05
10. "Better the Devil You Know" (Bản phối Mad March Hare) – 7:09
11. "I'm Over Dreaming (Over You)" (Bản phối mới) – 4:54

CD thứ hai
1. "The Loco-Motion" – 3:17
2. "What Do I Have to Do?" (Bản phối The Pump and Polly) – 7:48
3. "Shocked" (Bản phối Harding/Curnow) – 7:31
4. "Say the Word, I'll Be There" – 4:00
5. "Keep on Pumpin' It Up" (Bản phối Angelic) – 7:24
6. "Give Me Just a Little More Time" (Bản 12") – 4:35
7. "Do You Dare?" (Bản phối NRG) – 7:04
8. "Finer Feelings" (Bản phối Brothers in Rhythm 12") – 6:47
9. "Closer" (Bản phối The Pleasure) – 6:49
10. "What Kind of Fool (Heard All That Before)" (Bản phối No Tech No Logical) – 9:55
11. "Got to Be Certain" (Bản phối Out for a Duck, Bill, Platter Plus Dub) – 3:17